# Oğuzeli
Oğuzeli (ehemals Kızılhisar, dt.: rote Burg; türkisch Tilbaşar; arabisch Tell Bāschir; kurdisch تلبشار Tilbişar) ist eine Stadtgemeinde (Belediye) im gleichnamigen Ilçe (Landkreis) der Provinz Gaziantep in der türkischen Region Südostanatolien und gleichzeitig ein Stadtbezirk der 1986 gebildeten Büyükşehir belediyesi Gaziantep (Großstadtgemeinde/Metropolprovinz). Seit der Gebietsreform ab 2013 ist die Gemeinde flächen- und einwohnermäßig identisch mit dem Landkreis.
Oğuzeli liegt im Südosten der Provinz und grenzt im Südwesten an die Provinz Kilis und im Süden an Syrien.
Der Kreis entstand 1946 (Gesetz Nr. 4869) durch Abspaltung aus dem Hauptstadtkreis (damaliger Name: G. Antep merkez ilçesi) und zur gleichen Zeit wurde auch die Kreisstadt Oğuzeli zu einer Stadtgemeinde (Belediye) erhoben. Zur Volkszählung 1950 lebten 28.283 Menschen im Kreis, davon 3.943 in der Kreisstadt.
(Bis) Ende 2012 bestand der Landkreis aus der Kreisstadt und 66 Dörfern (Köy) in zwei Bucaks, die während der Verwaltungsreform 2013/2014 in Mahalle (Stadtviertel/Ortsteile) überführt wurden. Die 26 Mahalle der Kreisstadt blieben unverändert erhalten. Durch die Herabstufung der Dörfer stieg die Zahl der Mahalle auf 92. Ihnen steht ein Muhtar als oberster Beamter vor.
Ende 2020 lebten durchschnittlich 349 Menschen in jedem Mahalle, 4.684 Einw. im bevölkerungsreichsten (Fatih Mah.).
In Oğuzeli liegt die bekannte Kreuzfahrerburg Tilbeşar.

## Persönlichkeiten
- Yücel Candemir (* 1995), türkischer Fußballspieler
- Serhan Yılmaz (* 1995), türkischer Fußballspieler